# John Lagerkranz
Johan Ludvig Lagerkranz, känd som John Lagerkranz, född 4 februari 1875 i Katarina församling i Stockholm, död 7 januari 1954 i Bromma församling i Stockholm, var en svensk präst, lärare, botanist och författare.
John Lagerkranz var son till urmakaren Johan Ludvig Lagerkrans och ogifta Anna Sofia Jonsson samt farbror till läkaren Einar Lagerkrans och kompositören Kocko Lagerkrans. De tillhör släkten Lagerkrans från Småland. Efter mogenhetsexamen i Karlskrona blev han 1896 inskriven vid Smålands nation på Uppsala universitet, där han avlade teologisk-filosofisk examen 1899, teoretisk-teologisk examen 1902 och praktisk-teologisk examen 1903. Han prästvigdes för Uppsala ärkestift 1903, var skollärare vid fängelserna å Långholmen 1903–1904, kateket 1904, och var predikant vid Borgerskapets gubbhus 1909–1912. Han blev pastorsadjunkt i Brännkyrka församling i Stockholm 1912, var predikant vid Hemmet för gamla 1912–1918, blev pastoratsadjunkt i Brännkyrka församling 1915 och komminister där 1919. Han var också timlärare vid kommunala mellanskolan från 1919.
Han författade ett flertal skrifter och böcker i teologiska och botaniska ämnen. Av Vetenskapsakademien fick han Linnémedaljen. 1950 blev han filosofie hedersdoktor vid Uppsala universitet.
John Lagerkranz gifte sig 1904 med Anna Johansson (1871–1951), dotter till handelsmannen Johan August Johansson och Matilda Kristina Glatz. De fick barnen Gunnar Lagerkranz (1905–1991), Brita Lagerkranz (1907–1985), Stig Lagerkranz (1908–1992), Gertrud Lagerkranz (1910–1975) och Inga Lundgren (1914–2015).
Han är tillsammans med hustrun begravd på Brännkyrka kyrkogård i Stockholm.